# Erik Gustaf Geijer
Erik Gustaf Geijer (Ransäter, 12 januari 1783 – Stockholm, 23 april 1847) was een Zweeds schrijver, historicus, dichter, filosoof en componist. Hij was een van de belangrijkste vertegenwoordigers van de Zweedse romantiek en het nationalisme. Op latere leeftijd bekeerde Erik Gustaf Geijer zich tot het liberalisme.  

## Biografie
Geijer werd geboren op Geijersgården, het landgoed van zijn familie in Ransäter (Värmland). De Geijers vormen een vooraanstaande Zweedse ondernemersfamilie. In de achttiende eeuw maakten de Geijers fortuin met ijzergieterijen (zie Uddeholms AB) en de productie van het befaamde Rörstrandporselein. Na zijn studie aan de universiteit van Uppsala reisde hij in 1809 een jaar lang door Engeland. Bij terugkeer in Zweden werd Geijer docent geschiedenis aan de universiteit van Uppsala. In 1817 werd hij hoogleraar aan deze universiteit. Vanaf 1824 was Geijer lid van de Zweedse Academie en na 1835 werd hij ook lid van de Koninklijke Academie van Wetenschappen. 
De Zweedse nederlaag tegen Rusland in de Finse oorlog van 1808-1809, waarbij Zweden het Finse grondgebied verloor, wakkerde bij Erik Gustaf Geijer een sterk nationalistisch gevoel aan. In 1811 richtte hij met onder anderen Pehr Henrik Ling, Esaias Tegnér en Jakob Adlerbeth het Götiska Förbundet ('Gotisch verbond') op. Het doel van het genootschap was om het nationale gevoel te stimuleren door middel van studie van de geschiedenis. Geijer was jarenlang redacteur van het door het verbond uitgegeven tijdschrift Iduna. 
In de laatste tien jaar van zijn leven verliet Geijer het conservatieve kamp en omarmde hij het liberalisme. Hij werd een voorvechter van radicale politieke ideeën als algemeen kiesrecht, gelijke kansen op onderwijs voor iedereen, afschaffing van de slavernij en bestrijding van de armoede. 

## Belangrijkste historische werken
- Svea rikes häfder (1825; 'De annalen van het koninkrijk Zweden')
- Svenska folkets historia, I-III (1832–36; 'De geschiedenis van de Zweden')

- Bibsys: 90278408
- Biblioteca Nacional de España: XX1282867
- Bibliothèque nationale de France: cb13618199x (data)
- CiNii: DA09229645
- Gemeinsame Normdatei: 118716662
- International Standard Name Identifier: 0000 0001 1020 6799
- KulturNav: d21259bf-a3ac-4952-8c8f-408325b574e6
- Library of Congress Control Number: n83141225
- Nationale Bibliotheek van Letland: 000259870
- MusicBrainz: 6bf3a6c8-3881-41e4-988a-9fc6a6a047e4
- Nationale Bibliotheek van Tsjechië: ola2003165547
- Nationale Bibliotheek van Israël: 987007275125505171
- Nederlandse Thesaurus van Auteursnamen: 068377851
- Réseau des bibliothèques de Suisse occidentale: 02-A000070202
- LIBRIS: 188080
- Système universitaire de documentation: 056591004
- Virtual International Authority File: 7563820
- WorldCat: E39PBJgd3vhrh8d8q9jVbT8DMP

1. ↑  http://denstoredanske.dk/index.php?sideId=82696; Den Store Danske Encyklopædi; geraadpleegd op: 13 juni 2017; datum van uitgave: 30 januari 2009.
2. ↑  Elsa Norberg; "Erik Gustaf Geijer"; Svenskt biografiskt lexikon-identificatiecode: 12976; pagina('s): 10; geraadpleegd op: 17 maart 2017; onderdeel van: Issue  17 (1967-1969).
3. ↑  Ransäters kyrkoarkiv, Födelse- och dopböcker, SE/VA/13426/C/3 (1760-1805), bildid: C0038599_00085, sida 149. Swedish church birth records. Geraadpleegd op 26 mei 2019. “Ransäter....Eric Gustaf f 12 d 13”
4. ↑  Jakob och Johannes kyrkoarkiv, Död- och begravningsböcker för Jakob, SE/SSA/0008/F I a/4 (1809-1852), bildid: C0054722_00355, sida 336. overlijdensregistratie. Geraadpleegd op 26 mei 2019. “(APril),23,Geijer Erik Gustaf, .....Hjertsjuk,(Jacobs kyrka)”